# Elecciones municipales de Mariscal Nieto de 1991
Las elecciones municipales complementarias de Mariscal Nieto de 1991 se llevaron a cabo el 18 de agosto de 1991 para elegir al alcalde y al Concejo Provincial de Mariscal Nieto para el periodo 1991-1992. La elección se celebró simultáneamente con elecciones municipales complementarias en todo el país.

## Sistema electoral
La Municipalidad Provincial de Mariscal Nieto es el órgano administrativo y de gobierno de la provincia de Mariscal Nieto. Está compuesta por el alcalde y el Concejo Provincial.
La votación del alcalde y el concejo se realiza en base al sufragio universal, que comprende a todos los ciudadanos nacionales mayores de dieciocho años, empadronados y residentes en la provincia de Mariscal Nieto y en pleno goce de sus derechos políticos, así como a los ciudadanos no nacionales residentes y empadronados en la provincia de Mariscal Nieto.
El Concejo Provincial de Mariscal Nieto está compuesto por 19 regidores elegidos por sufragio directo para un período de tres (3) años, en forma conjunta con la elección del alcalde (quien lo preside). La votación es por lista cerrada y bloqueada. La votación es por lista cerrada y bloqueada. Se asigna a la lista ganadora los escaños según el método d'Hondt o la mitad más uno, lo que más le favorezca. Es elegido como alcalde el candidato que ocupe el primer lugar de la lista que haya obtenido la más alta votación.

## Composición del Concejo Provincial de Mariscal Nieto
La siguiente tabla muestra la composición del Concejo Provincial de Mariscal Nieto en funciones antes de las elecciones.
| Partidos | Partidos                  | Regidores |
| -------- | ------------------------- | --------- |
|          | Partido Aprista Peruano   | 12        |
|          | Izquierda Unida           | 5         |
|          | Partido Popular Cristiano | 2         |

## Partidos y candidatos
A continuación se muestra una lista de los principales partidos y alianzas electorales que participaron en las elecciones:
| Candidatura | Candidatura | Partidos y alianzas | Candidatos | Candidatos               | Ideología                                                  | Resultado previo | Resultado previo | Ref. |
| Candidatura | Candidatura | Partidos y alianzas | Candidatos | Candidatos               | Ideología                                                  | Votos (%)        | Reg.             | Ref. |
| ----------- | ----------- | --- | ---------- | ------------------------ | ---------------------------------------------------------- | ---------------- | ---------------- | ---- |
|             | FNTC        | Lista - Frente Nacional de Trabajadores y Campesinos (FNTC) |            | Hugo Quispe Mamani       | Nacionalismo de izquierda Tahuantinsuyismo                 | 30.34%           | 0                |      |
|             | PPC         | Lista - Partido Popular Cristiano (PPC) |            | Alberto Velez Saira      | Democracia cristiana Conservadurismo Liberalismo económico | 27.90%           | 0                |      |
|             | IU          | Lista - Izquierda Unida (IU) – Unión de Izquierda Revolucionaria (UNIR) – Partido Comunista Peruano (PCP) – Frente Obrero Campesino Estudiantil y Popular (FOCEP) |            | Zenón Cuevas Pare        | Marxismo-leninismo Socialismo Comunismo                    | 27.89%           | 0                |      |
|             | APRA        | Lista - Partido Aprista Peruano (APRA) |            | Calixto Cabello Oviedo   | Aprismo                                                    | 13.59%           | 0                |      |
|             | SODE        | Lista - Solidaridad y Democracia (SODE) |            | Enrique Koc Chavera      | Socialdemocracia Liberalismo económico                     | Nuevo            | Nuevo            |      |
|             | IND         | Lista - Lista Independiente N° 3 Cerro Baúl |            | Giuseppe Baldi Cogo      | Localismo nietino                                          | Nuevo            | Nuevo            |      |
|             | IND         | Lista - Lista Independiente N° 5 Progresista |            | Luis Tala Estaca         | Localismo nietino                                          | Nuevo            | Nuevo            |      |
|             | IND         | Lista - Lista Independiente N° 7 Obras y No Palabras |            | Carlos Mendiola Gonzales | Localismo nietino                                          | Nuevo            | Nuevo            |      |

## Resultados

### Sumario general
|                        |                                                     |              |              |              |           |           |
| Partidos y coaliciones | Partidos y coaliciones                              | Voto popular | Voto popular | Voto popular | Regidores | Regidores |
| Partidos y coaliciones | Partidos y coaliciones                              | Votos        | %            | ±pp          | Total     | +/−       |
|                        | Frente Nacional de Trabajadores y Campesinos (FNTC) | 8,349        | 48.96        | +18.62       | 11        | +11       |
|                        | Lista Independiente N° 3 Cerro Baúl                 | 2,955        | 17.33        | n/a          | 3         | +3        |
|                        | Partido Aprista Peruano (APRA)                      | 2,564        | 15.04        | +1.45        | 3         | –9        |
|                        | Izquierda Unida (IU)                                | 1,346        | 7.89         | –20.00       | 1         | –4        |
|                        | Partido Popular Cristiano (PPC)                     | 771          | 4.52         | n/a          | 1         | –1        |
|                        | Solidaridad y Democracia (SODE)                     | 700          | 4.10         | Nuevo        | 0         | ±0        |
|                        | Lista Independiente N° 5 Progresista                | 297          | 1.74         | n/a          | 0         | ±0        |
|                        | Lista Independiente N° 7 Obras y No Palabras        | 71           | 0.42         | n/a          | 0         | ±0        |
|                        |                                                     |              |              |              |           |           |
| Total                  | Total                                               | 17,053       |              |              | 19        | ±0        |
|                        |                                                     |              |              |              |           |           |
| Votos válidos          | Votos válidos                                       | 17,053       | 78.83        | –4.27        |           |           |
| Votos en blanco        | Votos en blanco                                     | 839          | 3.88         | +0.10        |           |           |
| Votos nulos            | Votos nulos                                         | 3,740        | 17.29        | +4.17        |           |           |
| Votos emitidos         | Votos emitidos                                      | 21,632       | 76.82        | +4.60        |           |           |
| Abstenciones           | Abstenciones                                        | 6,528        | 23.18        | –4.60        |           |           |
| Votantes registrados   | Votantes registrados                                | 28,160       |              |              |           |           |
|                        |                                                     |              |              |              |           |           |
| Fuente:                |                                                     |              |              |              |           |           |